# La meua xiqueta és l'ama
La meua xiqueta és l'ama és una cançó de bressol popular valenciana. Ha estat interpretada i versionada per nombrosos cantants i grups musicals, entre ells Maria del Mar Bonet, Paco Muñoz, La gossa sorda, Obrint Pas, Sva-ters, Esir i Bajoqueta Rock. Una de les diverses versions s'inclou en un dels passatges de la Cançó de bressol del disc de Pep Gimeno Botifarra Te'n cantaré més de mil (2009), interpretada per Lola de la Torre. A més a més, es pot trobar en l'obra d'alguns referents literaris il·lustres, com Vicent Andrés Estellés, que en va emprar els versos en la Cançó de bressol a la seua filla morta.

## Lletra
La versió més coneguda és la següent:
La meua xiqueta és l'ama
del corral i del carrer,
de la figuera i la parra
i la flor del taronger.
Hi ha, però, desenes de versions segons les zones. A la Marina es documenta la versió en xiquet i el canvi de "la flor del taronger" per "la flor de l'ametler"; a l'Horta, per la seua banda, hi ha una versió que promet un trenet de joguet, com també fan altres amb una samarreta, un nino o unes sabates noves; en altres llocs la figuera i la parra es transformen en la llimera i la parra, en la fulla de la parra o en la perera sucrera, mentre que la versió recollida per Joan Amades al seu Costumari català parla del fruit del mangraner, la barraca de l'horta i el sol matiner. A la Valldigna s'afegeix el vers “Ja ho sabem” després del primer vers “La meua xiqueta es l'ama”.